# Amaury Leveaux
Amaury Leveaux (født 2. december 1985 i Belfort) er en fransksvømmer, der vandt flere OL- EM- og VM-medaljer og satte flere verdens- og europarekorder op gennem 2000'erne, hovedsageligt i favoritdisciplinen fristil.

## Svømmekarriere
Leveaux' første internationale medalje kom i 2004, hvor han var med på det franske 4×100 m medleyhold, der vandt EM-sølv (Leveaux svømmede dog kun indledende heat) samt i 4×100 m og 4×200 m fri, hvor Frankrig vandt bronze, og han var desuden med til OL samme år i Athen, igen på det franske hold i henholdsvis 4×100 m og 4×200 m fri; her blev Frankrig i begge tilfælde nummer syv.
De følgende år forbedrede han sig en del, så han i foråret 2008 satte europarekord i 50 m fri og var med til at sætte europarekord i 4×100 m fri. Ved OL 2008 i Beijing stillede han op i fire discipliner, men hverken individuelt eller i holdkappen gik det så godt på 200 m. Til gengæld var han med i 4×100 m fri, hvor Frankrig vandt det ene indledende heat. Finalen blev snart en kamp mellem de to heatvindere, Frankrig og USA, og efter tredje tur førte franskmændene med et halv sekund, hvorpå det med verdensrekordholderen Alain Bernard som sidste mand så ud til at blive fransk guld. Imidlertid svømmede amerikanske Jason Lezak sit livs løb og førte amerikanerne til guldet, mindre end en tiendedel foran Bernard og Frankrig, der måtte nøjes med sølv, mens Australien fik bronze. Ud over Leveaux og Bernard bestod det franske hold af Fabien Gilot, Fréd Bousquet, Grégory Mallet og Boris Steimetz. I det individuelle 50 m fri vandt Leveaux sit indledende heat og blev nummer fire i semifinalen, hvor Bernard sammen med australske Eamon Sullivan, som var verdensrekordholder var favoritter. I finalen levede ingen af disse dog op til favoritværdigheden, og i stedet fik brasilianske César Cielo Filho guldet med 21,30 sekunder, mens Leveaux fik sølv i 21,45 og Bernard bronze i 21,49 sekunder.
Senere samme år satte Leveaux flere europa- og verdensrekorder, blandt andet verdensrekord på kortbane i 50 og 100 m fri samt 50 m butterfly. Han vandt også EM-sølv i 200 m fri samt EM-guld i 50 og 100 m fri, 50 m butterfly samt 4×50 m fri. Det blev til flere EM- og VM-medaljer de næste par år, heriblandt to VM-bronzemedaljer i 2009 i henholdsvis det individuelle 50 m fri og i 4×100 m fri. Ved OL 2012 stillede han op i tre discipliner, men individuelt måtte han nøjes med en sekundær placering i 50 m fri. Til gengæld gik det fint i de to holdkap-discipliner i fri svømning, hvor franskmændene havde revanche til i gode 4×100 m fri fra legene i Beijing. Efter sejr til Frankrig i det indledende heat sikrede franskmændene sig guldet i finalen foran USA med legenden Michael Phelps, mens Rusland fik bronze. Ud over Leveaux bestod det franske hold af Bernard, Gilot, Clément Lefert, Yannick Agnel og Jérémy Stravius. I 4×200 m fri vandt Frankrig også sit indledende heat, men her var amerikanerne og Phelps hurtigere, og i finalen gentog dette sig, så det blev amerikansk guld, fransk sølv (tre sekunder efter) og kinesisk bronze. Det franske hold bestod her ud over Leveaux af Mallet, Agnel, Lefert og Stravius.
Leveaux' sidste internationale medalje kom, da han svømmede indledende heat i 4×100 m fri ved VM 2013, hvor Frankrig vandt guld.